# Photinus pyralis
Espèce
Photinus pyralis est une espèce d'insectes coléoptères, une luciole de la famille des Lampyridae, de la sous-famille des Lampyrinae. Contrairement au lampyre ou ver luisant, les deux sexes sont ailés (mais les femelles ne volent pas).